# Jean Py
Jean Py est un dirigeant français d'entreprise et dirigeant sportif dans les domaines automobile et football, né en Sarthe le 18 novembre 1946.

## Biographie

### Industriel
Après une formation à l'École supérieure des sciences commerciales d'Angers, il devient inspecteur au Crédit Hôtelier Commercial Industriel. Il devient ensuite directeur commercial de Maisons Phénix, puis directeur général adjoint de Maison Bouygues
En 1981, il fonde sa première société : la Sotira (Sociétés de Transformation Industrielle de Résines Armées), spécialisée dans les composites, qui atteindra jusqu'à 500 salariés. Il est en 1986 président départemental du réseau des Dirigeants Commerciaux de France. 
En 1987, il fonde une deuxième société spécialisée dans la peinture : SPPP (Sociétés de Peinture de Pièces Plastiques). La même année, il participe au lancement de l'École des managers de Laval. Il est nommé Mayennais de l'année en 1988 par le Rotary Club de Laval.
Ses deux sociétés ont des difficultés fin 2011, et certaines entités sont rachetées par Faurecia et d'autres sociétés.
En juin 2017, 36 ans après avoir fondé Sotira, il quitte l'entreprise après sa reprise par le polonais Plastiwell.

### Pilote automobile
Ayant vu son père (qui s'appelait également Jean Py) faire les 24h du Mans en tant que particulier en 1954 et 1956, et le Rallye-marathon Londres-Sydney en 1968 à bord d'une Simca 1100, il pratique le karting dans les catégories junior dans sa jeunesse, 

### Dirigeant sportif
Il devient président du Stade lavallois de 1991 à 1995, où il met à l'écart en 1992 l’entraîneur historique de l'équipe (Michel Le Milinaire) de la direction de l'entraînement de l'équipe professionnelle. Jean Py est un industriel revendiquant sa capacité à décider en matière de football. À l'évocation du départ de Le Milinaire, Christophe Larcher écrit dans France-Football le 27 octobre 1992 : « Sa trogne sympathique, sa casquette sur ses mèches blanches, son authenticité, son palmarès : beaucoup n'ont pas admis ce sacrilège, cette entaille à la mémoire. »
Il rachète l'écurie Pescarolo Sport en janvier 2009, avant de licencier Henri Pescarolo, avec qui il entre en conflit. La société est mise ensuite en redressement judiciaire le 15 juin 2010. Un mois plus tard, le 13 juillet, le tribunal de commerce du Mans prononce la liquidation judiciaire de la société (SARL) Pescarolo Sport. La vente aux enchères des biens de Pescarolo Sport se déroule le vendredi 15 octobre 2010.

## Vie privée
Il se marie en juillet 1972 avec Marie-Christine Guitter, qui deviendra en 2013 présidente du MEDEF de la Mayenne.